# Project64
Project64 је један од емулатора за Нинтендо 64 конзолу. За овај емулатор важи да је веома компатибилан и добар по перформансама.